# Phillip DeVona
Phillip DeVona (* 11. Mai 1970 in Warwick, Rhode Island) ist ein US-amerikanischer Schauspieler.

## Leben
Sein erstes Engagement beim Film hatte er in dem Film Back to One (1997) als Joseph in einer Nebenrolle. Anschließend spielte er in The Initiate (1998) den Charakter John. Im Jahr 1999 erhielt er eine Nebenrolle in dem Actionfilm Der Chill Faktor mit Cuba Gooding junior in der Hauptrolle. In der Verfilmung Bobby Jones – Die Golflegende, mit James Caviezel als Bobby Jones, erhielt er eine Rolle als Reporter. Anschließend verkörperte DeVona einen Band Manager in der US-amerikanischen Fernsehserie One Tree Hill. Im Jahr 2007 sah man Phillip DeVona in dem Thriller Mr. Brooks – Der Mörder in Dir, mit Kevin Costner und Demi Moore in den Hauptrollen, als Polizeibeamter. Danach stand er neben Sandra Bullock, Julian McMahon und Amber Valletta in dem Film von Regisseur Mennan Yapo, Die Vorahnung, in einer Nebenrolle, vor der Kamera.
Von 2009 bis 2010 war er für mehrere Fernsehserie vor der Kamera, so verkörperte DeVona in neun Folgen den Staff Sergeant Larson in der Serie Army Wives, war in dem Spin-off der Serie Beverly Hills, 90210 als Bouncer zu sehen und verkörperte in The Vampire Diaries den Sheriff William Forbes, für je eine Folge. In dem Action-Thriller Freerunner, mit Sean Faris in der Hauptrolle als Freerunner Ryan, stand er als Wall Street vor der Kamera. Im gleichen Jahr verkörperte in dem Horrorfilm Quarantäne 2 – Terminal die Rolle des Nial. In der Folge Triggerfinger der US-amerikanischen Fernsehserie The Walking Dead spielte er die Rolle des Nate und verkörperte im Film Crackerjack den Charakter Boomer. Derzeit steht er für die Komödie You Are Here vor der Kamera.

## Filmografie (Auswahl)
- 1997: Back to One
- 1998: The Initiate
- 1999: Der Chill Faktor (Chill Factor)
- 2004: Bobby Jones – Die Golflegende (Bobby Jones: Stroke of Genius)
- 2006: One Tree Hill (Fernsehserie, Folge Return of the Future)
- 2007: Mr. Brooks – Der Mörder in Dir (Mr. Brooks)
- 2007: Die Vorahnung (Premonition)
- 2009–2010: Army Wives (Fernsehserie, 9 Folgen)
- 2010: 90210 (Fernsehserie, Folge They're Playing Her Song)
- 2010: The Vampire Diaries (Fernsehserie, Folge Children of the Damned)
- 2011: Freerunner
- 2011: Quarantäne 2: Terminal (Quarantine 2: Terminal)
- 2012: The Walking Dead (Fernsehserie, Folge 2x09 Triggerfinger)
- 2011: Nevan Saunders’ Quest for Fame: A Documentary by Kip Griffen
- 2013: Mob City (Fernsehserie, Folge 1x03)
- 2013: Sleepy Hollow (Fernsehserie, Folge 1X049)
- 2014: Ride Along
- 2014: Are You Here